# Verchnee Dubrovo
Verchnee Dubrovo (in russo Верхнее Дуброво?) è un insediamento di tipo urbano dell'oblast' di Sverdlovsk, in Russia; costituisce il centro amministrativo del circondario urbano di Verchnee Dubrovo (городской округ Верхнее Дуброво) all'interno del distretto Belojarskij. 
Si trova a est di Ekaterinburg e ad ovest del centro distrettuale di Belojarskij.